# Europress – TravelFest
Europress – TravelFest je međunarodni festival novinara radija i televizije odnosno međunarodni festival turističkih emisija.
Održava se u Subotici svake godine (do danas je bilo u rujnu i listopadu) i traje oko tri dana. Organiziraju ga Radiotelevizija Vojvodine, subotička Travel televizija i Radio Beograd.
Bavi se temama u svezi s turizmom i putovanjima.
Natjecateljskog je karaktera. Sudionici koji se prijave na ovaj festival se natječu u kategorijama za TV-film, turistički promidžbeni film i radijsku emisiju.
Nagrade se dijele za najbolju radijsku emisiju i najbolju televizijsku emisiju, a od posebnih nagrada se dodjeljiva "Grand Prix" za najbolji rad na festivalu i nagrada "Zlatni putnik" za najbolji turistički promidžbeni film.
Nagrade su u vidu novčanih nagrada i nagradnih putovanja.

## Vanjske poveznice
- Radio Subotica  Arhivirana inačica izvorne stranice od 18. listopada 2008. (Wayback Machine) Međunarodni festival turističkih emisija
- (srp.) FTravel - Televizija vasih putovanja  Arhivirana inačica izvorne stranice od 25. ožujka 2021. (Wayback Machine)